# Vereeniging voor Vrouwenkiesrecht

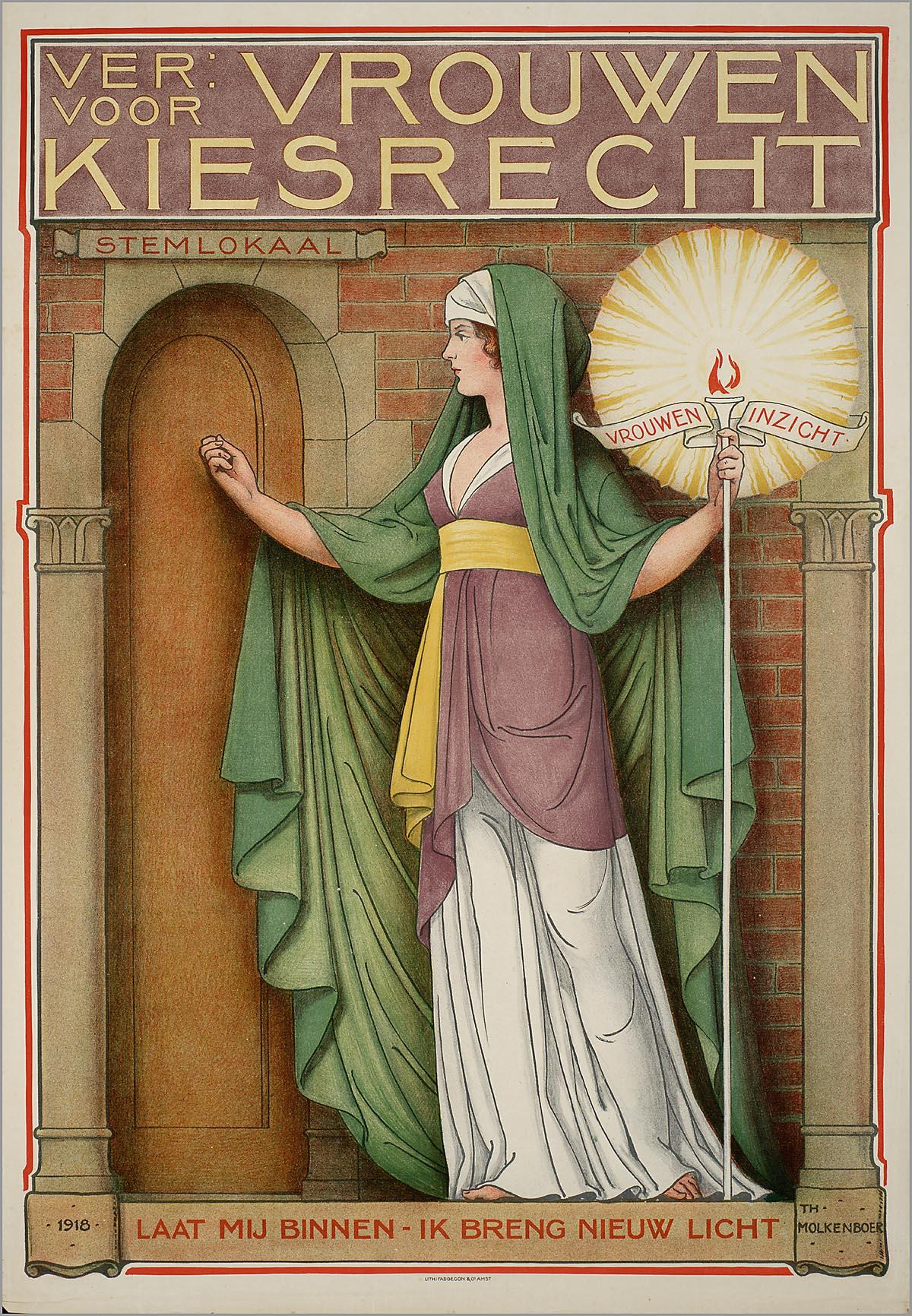
Affisch av Theo Molkenboer.

Vereeniging voor Vrouwenkiesrecht eller VvV var en riksorganisation för kvinnlig rösträtt i Nederländerna, aktiv mellan 1894 och 1919.  Sedan syftet år 1919 hade uppnåtts, ombildades, föreningen till Vereniging van Staatsburgeressen. 
Ordförande
- 1894–1902: Annette Versluys-Poelman
- 1903–1919: Aletta Jacobs